# 퀸스 대학교 벨파스트
퀸스 대학교 벨파스트(Queen's University Belfast)는 영국 벨파스트에 위치한 영국 종합 대학교 중 하나이다. 약칭 QUB라고도 불린다. 영국에서 연구를 선도하는 20개 명문 대학으로 구성된 ‘러셀 그룹(Russell Group)’에 속해 있으며, 영연방 대학협회 및 유럽 대학협회 일원이다.
대학의 역사는 1810년의 왕립 벨파스트 한림원으로 거슬러 올라간다. 1845년 공식적인 대학으로 승인되었고 1849년 퀸즈 칼리지 벨파스트라는 이름으로 개교했다. 벨파스트의 7개 문화특구 가운데 하나인 퀸스 구역의 중심에 자리잡고 있다.
2018년 QS세계대학랭킹에서 180위권내로 진입하면서 세계 1% 명문대학 서열에 올랐다.